# Willisornis

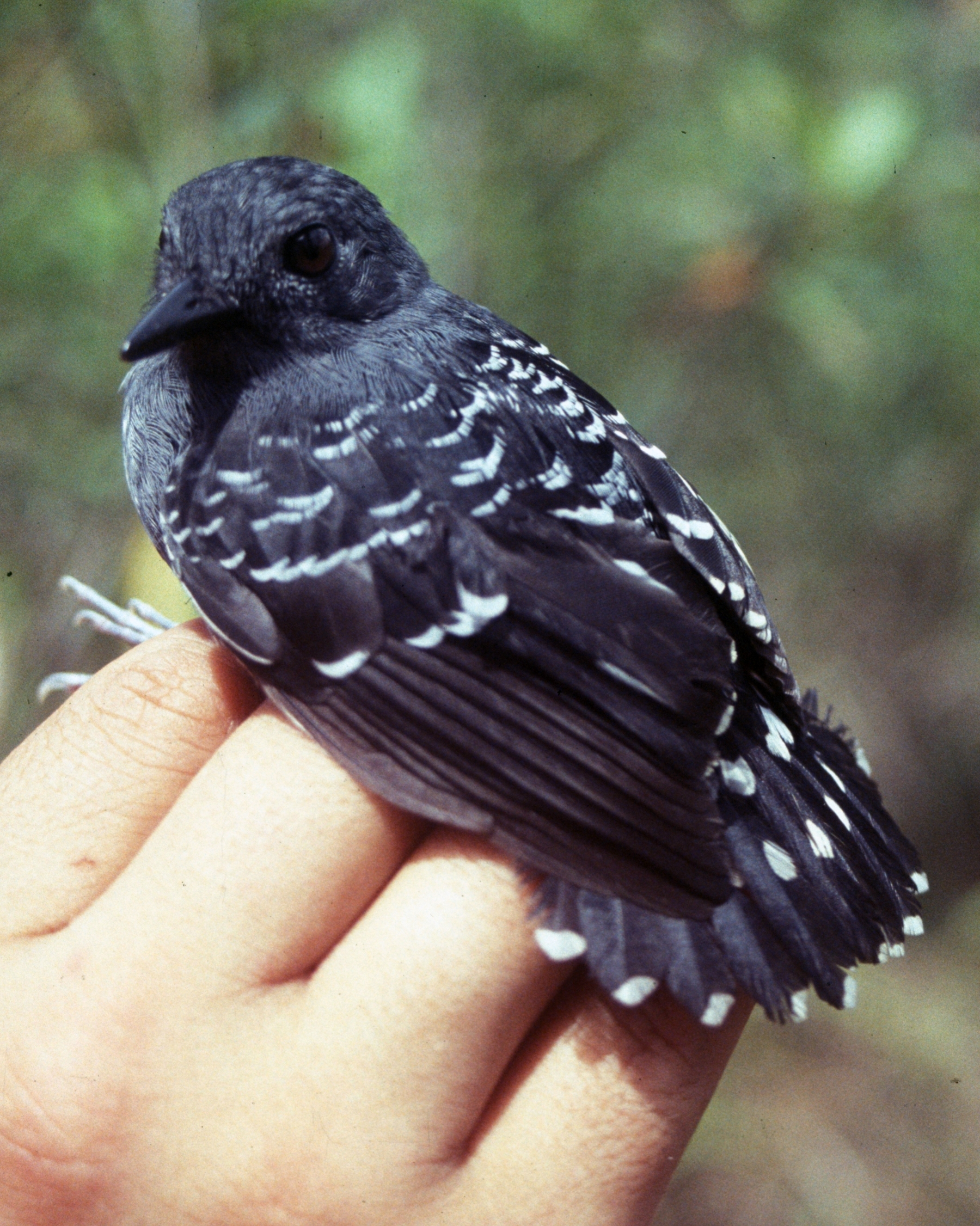

Willisornis é um gênero de ave da família Thamnophilidae. São pequenos pássaros florestais com acentuado dimorfismo sexual. As espécies ocorrem nas Guianas e na Floresta Amazônica, na América do Sul, geralmente seguidoras de formigas-de-correição. O nome homenageia o ornitólogo Edwin Willis.

## Taxonomia
Willisornis era tradicionalmente incluído no gênero Hylophylax, mas foi reconhecido como  parte de um  clado diferente. O nome Dichropogon foi considerado por um breve período mas foi questionado porque era precedido por um gênero de moscas da família Asilidae (Dichropogon Bezzi, 1910). Até 2011 as duas espécies de Willisornis eram consideradas coespecificas.
- Willisornis poecilinotus
- Willisornis vidua